# 29th Street Saxophone Quartet
Il 29th Street Saxophone Quartet è un gruppo musicale statunitense, fondato nel 1982 dai sassofonisti Bobby Watson ed Ed Jackson insieme a Rich Rothenberg (poi sostituito da Willie Williams) e Jim Hartog.

## Carriera
Il gruppo si è messo in luce fin dai primi anni per l'eccleticità del repertorio che spazia dall'hard bop al Jazz, passando per lo show tune il funk e il rap.
Negli anni Ottanta e Novanta la band si è esibita in Gran Bretagna, Europa, Istanbul, Canada, Stati Uniti e Italia, ottenendo sempre ampi consensi da parte di pubblico e critica.

## Formazione
- Bobby Watson, sassofono contralto;
- Ed Jackson, sassofono contralto;
- Rich Rothenberg, sassofono tenore  (poi sostituito da Willie Williams);
- Jim Hartog, sassofono baritono.

## Discografia

### Album in studio
- 1984 – Pointillistic Groove, Osmosis
- 1986 – Watch Your Step, New Note
- 1987 – The Real Deal, New Note
- 1991 – Underground, Antilles Records
- 1992 - Your Move, Antilles Records
- 1993 – Milano New York Bridge, Red

### Album dal vivo
- 1989 - Live, Red